# Championnat d'Afrique du Sud de football 2017-2018
Navigation
Édition précédente Édition suivante
La saison 2017-2018 du Championnat d'Afrique du Sud de football est la 22e édition du championnat de première division en Afrique du Sud. Les seize meilleurs clubs du pays sont regroupés au sein d'une poule unique, où ils s'affrontent deux fois au cours de la saison, à domicile et à l'extérieur. À l'issue du championnat, le dernier du classement est relégué tandis que l'avant-dernier dispute un barrage de promotion-relégation face aux meilleures équipes de National First Division, la deuxième division sud-africaine.

## Participants et localisation des clubs de l'édition 2017-2018
| \| Clubs à Johannesbourg Bidvest Wits Kaizer Chiefs Highlands Park FC Orlando Pirates Johannesbourg Polokwane City FC Bloemfontein Celtic Ajax Chippa United Cape Town City FC Free State Stars Maritzburg United Platinum Stars Pretoria Golden Arrows AmaZulu Clubs à Pretoria Mamelodi Sundowns Supersport United Baroka FC \| Localisation des clubs |
| Clubs à Johannesbourg Bidvest Wits Kaizer Chiefs Highlands Park FC Orlando Pirates Johannesbourg Polokwane City FC Bloemfontein Celtic Ajax Chippa United Cape Town City FC Free State Stars Maritzburg United Platinum Stars Pretoria Golden Arrows AmaZulu Clubs à Pretoria Mamelodi Sundowns Supersport United Baroka FC                              |

| Club                | Ville                       | Classement 2016-2017 | Entraîneur            | Stade                   | Capacité |
| ------------------- | --------------------------- | -------------------- | --------------------- | ----------------------- | -------- |
| Bidvest Wits        | Johannesburg (Braamfontein) | 1er                  | Gavin Hunt            | Bidvest Stadium         | 5 000    |
| Mamelodi Sundowns   | Pretoria (Chloorkop)        | 2e                   | Pitso John Mosimane   | Loftus Versfeld Stadium | 52 000   |
| Cape Town City      | Tembisa                     | 3e                   | Jomo Sono             | Makhulong Stadium       | 20 000   |
| Kaizer Chiefs       | Johannesbourg (Soweto)      | 4e                   | Stuart William Baxter | FNB Stadium             | 95 000   |
| Supersport United   | Pretoria (Atteridgeville)   | 5e                   | Gordon Igesund        | Lucas Moripe Stadium    | 29 000   |
| Polokwane City FC   | Polokwane                   | 6e                   | Kostatin Papic        | Stade Peter-Mokaba      | 41 733   |
| Maritzburg United   | Pietermaritzburg            | 7e                   | Steve Komphela        | Harry Gwala Stadium     | 13 000   |
| Golden Arrows       | Durban                      | 8e                   | Shaun Bartlett        | Princess Magogo Stadium | 12 000   |
| Platinum Stars      | Rustenburg                  | 9e                   | Allan Freese          | Stade Royal Bafokeng    | 42 000   |
| Ajax Cape Town      | Le Cap (Parow)              | 10e                  | Roger de Sa           | Cape Town Stadium       | 55 000   |
| Orlando Pirates     | Johannesbourg (Soweto)      | 11e                  | Eric Tinkler          | Orlando Stadium         | 40 000   |
| Bloemfontein Celtic | Bloemfontein                | 12e                  | Ernst Middendorp      | Seisa Ramabodu Stadium  | 20 000   |
| Chippa United       | Le Cap (Nyanga)             | 13e                  | Roger Sikhakhane      | Athlone Stadium         | 30 000   |
| Free State Stars    | Bethlehem                   | 14e                  | Kinnah Phiri          | Charles Mopeli Stadium  | 35 000   |
| Baroka FC           | Pretoria (Hatfield)         | 15e                  | Sammy Troughton       | Tuks ABSA Stadium       | 8 000    |
| AmaZulu             | Durban                      | 5e (D2)              | Cavin Johnson         | Moses Mabhida Stadium   | 62 760   |

Légende des couleurs
- Phase de poules de la Ligue des champions 2018
- Phase de groupes de la Coupe de la confédération 2018
- Promu de NSL 2016-2017

## Compétition

### Classement
Le classement est établi sur le barème de points classique (victoire à 3 points, match nul à 1, défaite à 0).
Pour départager les égalités, on tient d'abord compte de la différence de buts générale, puis du nombre de buts marqués, puis des confrontations directes.
| Rang | Équipe              | Pts | J  | G  | N  | P  | Bp | Bc | Diff |
| ---- | ------------------- | --- | -- | -- | -- | -- | -- | -- | ---- |
| 1    | Mamelodi Sundowns   | 60  | 30 | 18 | 6  | 6  | 49 | 24 | +25  |
| 2    | Orlando Pirates     | 55  | 30 | 15 | 10 | 5  | 41 | 26 | +15  |
| 3    | Kaizer Chiefs       | 48  | 30 | 12 | 12 | 6  | 27 | 22 | +5   |
| 4    | Maritzburg United   | 44  | 30 | 11 | 11 | 8  | 36 | 23 | +13  |
| 5    | Cape Town City FC   | 40  | 30 | 11 | 7  | 12 | 26 | 27 | -1   |
| 6    | Free State StarsC   | 40  | 30 | 10 | 10 | 10 | 29 | 31 | -2   |
| 7    | SuperSport United   | 39  | 30 | 9  | 12 | 9  | 28 | 28 | 0    |
| 8    | Golden Arrows       | 38  | 30 | 8  | 14 | 8  | 36 | 34 | +2   |
| 9    | AmaZuluP            | 38  | 30 | 9  | 11 | 10 | 30 | 35 | -5   |
| 10   | Chippa United       | 37  | 30 | 7  | 16 | 7  | 27 | 26 | +1   |
| 11   | Bloemfontein Celtic | 37  | 30 | 8  | 13 | 9  | 25 | 32 | -7   |
| 12   | Polokwane City FC   | 36  | 30 | 7  | 15 | 8  | 33 | 33 | 0    |
| 13   | Bidvest WitsT       | 36  | 30 | 9  | 9  | 12 | 27 | 36 | -9   |
| 14   | Baroka FC           | 34  | 30 | 7  | 13 | 10 | 32 | 38 | -6   |
| 15   | Platinum Stars      | 27  | 30 | 6  | 9  | 15 | 23 | 35 | -12  |
| 16   | Ajax Cape Town      | 24  | 30 | 6  | 6  | 18 | 21 | 40 | -19  |

|  | Qualification pour la Ligue des champions de la CAF 2019                       |
|  | Qualification pour la Coupe de la confédération 2018-2019                      |
|  | Relégation directe en deuxième division                                        |
|  | barrage de relégation                                                          |
|  | T : Tenant du titre C : Vainqueur de la Coupe d'Afrique du Sud P : Promu de D2 |

### Barrage de promotion-relégation
Le 15e de première division retrouve les 2e et 3e de deuxième division pour le barrage de promotion-relégation qui se dispute sous forme d'une poule unique où les 3 équipes s'affrontent en matchs aller et retour.
| Rang | Équipe              | Pts | J | G | N | P | Bp | Bc | Diff |
| ---- | ------------------- | --- | - | - | - | - | -- | -- | ---- |
| 1    | Black Leopards (D2) | 8   | 4 | 2 | 2 | 0 | 6  | 4  | +2   |
| 2    | Jomo Cosmos (D2)    | 5   | 4 | 1 | 2 | 1 | 4  | 4  | 0    |
| 3    | Platinum Stars (D1) | 2   | 4 | 0 | 2 | 2 | 3  | 5  | -2   |

## Meilleurs buteurs
| Place | Joueur            | Club              | Buts |
| ----- | ----------------- | ----------------- | ---- |
| 1     | Rodney Ramagalela | Polokwane City FC | 11   |
| 1     | Percy Tau         | Mamelodi Sundowns | 11   |
| 3     | Gift Motupa       | Baroka FC         | 9    |

## Bilan de la saison
| Championnat d'Afrique du Sud de football 2017-2018                        |                               |
| Champion                                                                  | Mamelodi Sundowns (8e titre)  |
| Coupes et trophées                                                        |                               |
| Vainqueur de la Coupe d'Afrique du Sud 2017-2018                          | Free State Stars              |
| Qualifications continentales                                              |                               |
| Ligue des champions de la CAF 2019                                        | Orlando Pirates               |
| Ligue des champions de la CAF 2019                                        | Mamelodi Sundowns             |
| Coupe de la confédération 2018-2019                                       | Kaizer Chiefs FC              |
| Coupe de la confédération 2018-2019                                       | Free State Stars              |
| Promotions et relégations                                                 |                               |
| Promus en Championnat d'Afrique du Sud de football                        | Highlands Park Black Leopards |
| Relégués en Championnat d'Afrique du Sud de football de deuxième division | Ajax Cape Town Platinum Stars |